# Oldonyosambu (Ngorongoro)
Oldonyosambu (auch Oldonyo Sambu) ist ein Verwaltungsbezirk (Ward) des Distrikts Ngorongoro in der tansanischen Region Arusha.

## Geografie
Oldonyosambu liegt im Norden von Tansania an der Grenze zu Kenia, westlich vom Natronsee. Der Hauptort Oldonyosambu liegt in einem Tal auf etwa 1200 Meter Seehöhe und ist auf drei Seiten von Bergen umgeben, die im Westen und im Norden auf 1500 Meter und im Osten auf 1900 Meter ansteigen.
Der Bezirk grenzt im Norden an Kenia, im Osten und im Süden an Pinyinyi, im Südwesten an Digodigo und im Nordwesten an Kirangi. Das Land ist 169 Quadratkilometer groß und bei der Volkszählung 2022 lebten hier 5431 Menschen in 1103 Haushalten.

## Gliederung
Oldonyosambu besteht aus zwei Gemeinden (Mtaa) mit sechs Orten (Kitongoji):
| Oldonyosambu - Oldonyosambu - Katolegani - Ndelane | Jema - Jema - Sughu - Buna |

## Wirtschaft und Infrastruktur
- Gesundheit: Im Bezirk liegen zwei staatliche Apotheken, je eine in den Orten Oldonyosambu[8] und Jema.[9]
- Bildung: Die Oldonyosambu Secondary School ist eine staatliche weiterführende Schule, die Burschen und Mädchen bis zur 4. Stufe unterrichtet.[10]